# Cutting
Pour les articles homonymes, voir Cutting (homonymie).
Cutting (Kuttingen en allemand) est une commune française située dans le département de la Moselle, en région Grand Est.

## Géographie
La commune fait partie de la ZNIEFF du pays des étangs.

### Hydrographie
La commune est située dans le bassin versant du Rhin au sein du bassin Rhin-Meuse. Elle est drainée par le ruisseau le Verbach et le ruisseau de Venus.
Le Verbach, d'une longueur totale de 11,8 km, prend sa source dans la commune de Domnom-lès-Dieuze et se jette  dans la Seille à Dieuze, après avoir traversé sept communes.

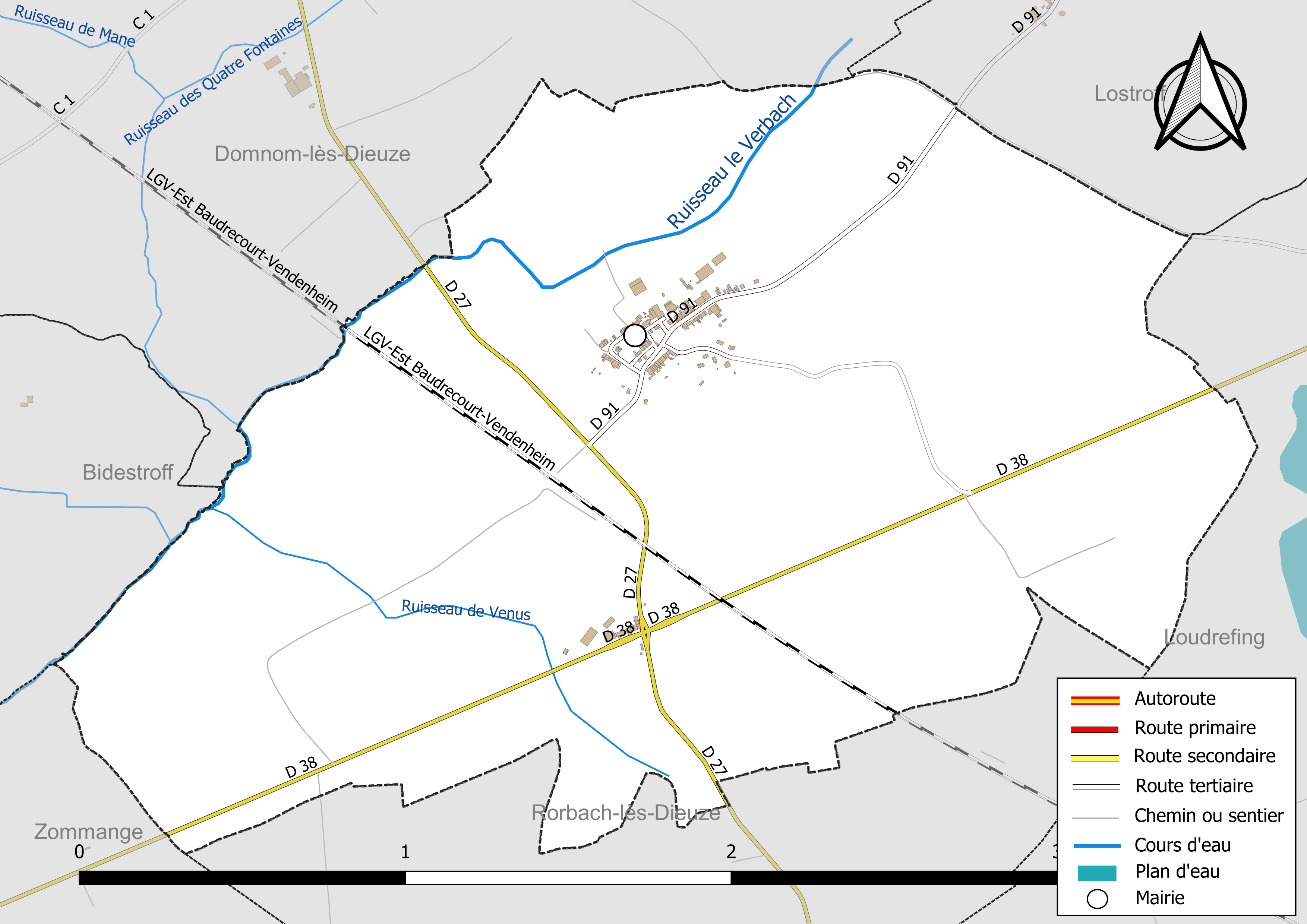
Réseaux hydrographique et routier de Cutting.

La qualité des eaux des principaux cours d’eau de la commune, notamment du ruisseau le Verbach, peut être consultée sur un site spécial géré par les agences de l’eau et l’Agence française pour la biodiversité.

### Climat
Pour des articles plus généraux, voir Climat du Grand Est et Climat de la Moselle.
En 2010, le climat de la commune est de type climat des marges montargnardes, selon une étude du Centre national de la recherche scientifique s'appuyant sur une série de données couvrant la période 1971-2000. En 2020, Météo-France publie une typologie des climats de la France métropolitaine dans laquelle la commune est exposée à un climat semi-continental et est dans la région climatique  Vosges, caractérisée par une pluviométrie très élevée (1 500 à 2 000 mm/an) en toutes saisons et un hiver rude (moins de 1 °C). 
Pour la période 1971-2000, la température annuelle moyenne est de 9,9 °C, avec une amplitude thermique annuelle de 16,9 °C. Le cumul annuel moyen de précipitations est de 936 mm, avec 12,2 jours de précipitations en janvier et 9,1 jours en juillet. Pour la période 1991-2020, la température moyenne annuelle observée sur la station météorologique de Météo-France la plus proche, « Rodalbe », sur la commune de Rodalbe à 12 km à vol d'oiseau, est de 10,6 °C et le cumul annuel moyen de précipitations est de 737,2 mm. 
La température maximale relevée sur cette station est de 38,7 °C, atteinte le 24 juillet 2019 ; la température minimale est de −18,1 °C, atteinte le 26 décembre 2010,,. 
Les paramètres climatiques de la commune ont été estimés pour le milieu du siècle (2041-2070) selon différents scénarios d'émission de gaz à effet de serre à partir des nouvelles projections climatiques de référence DRIAS-2020. Ils sont consultables sur un site spécial publié par Météo-France en novembre 2022.

## Urbanisme

### Typologie
Au 1er janvier 2024, Cutting est catégorisée commune rurale à habitat dispersé, selon la nouvelle grille communale de densité à sept niveaux définie par l'Insee en 2022.
Elle est située hors unité urbaine. Par ailleurs la commune fait partie de l'aire d'attraction de Dieuze, dont elle est une commune de la couronne,. Cette aire, qui regroupe 31 communes, est catégorisée dans les aires de moins de 50 000 habitants,.

### Occupation des sols
L'occupation des sols de la commune, telle qu'elle ressort de la base de données européenne d’occupation biophysique des sols Corine Land Cover (CLC), est marquée par l'importance des territoires agricoles (89 % en 2018), en diminution par rapport à 1990 (91,9 %). La répartition détaillée en 2018 est la suivante : 
terres arables (60,3 %), prairies (18 %), zones agricoles hétérogènes (10,7 %), forêts (8,1 %), zones industrielles ou commerciales et réseaux de communication (2,9 %). L'évolution de l’occupation des sols de la commune et de ses infrastructures peut être observée sur les différentes représentations cartographiques du territoire : la carte de Cassini (XVIIIe siècle), la carte d'état-major (1820-1866) et les cartes ou photos aériennes de l'IGN pour la période actuelle (1950 à aujourd'hui).

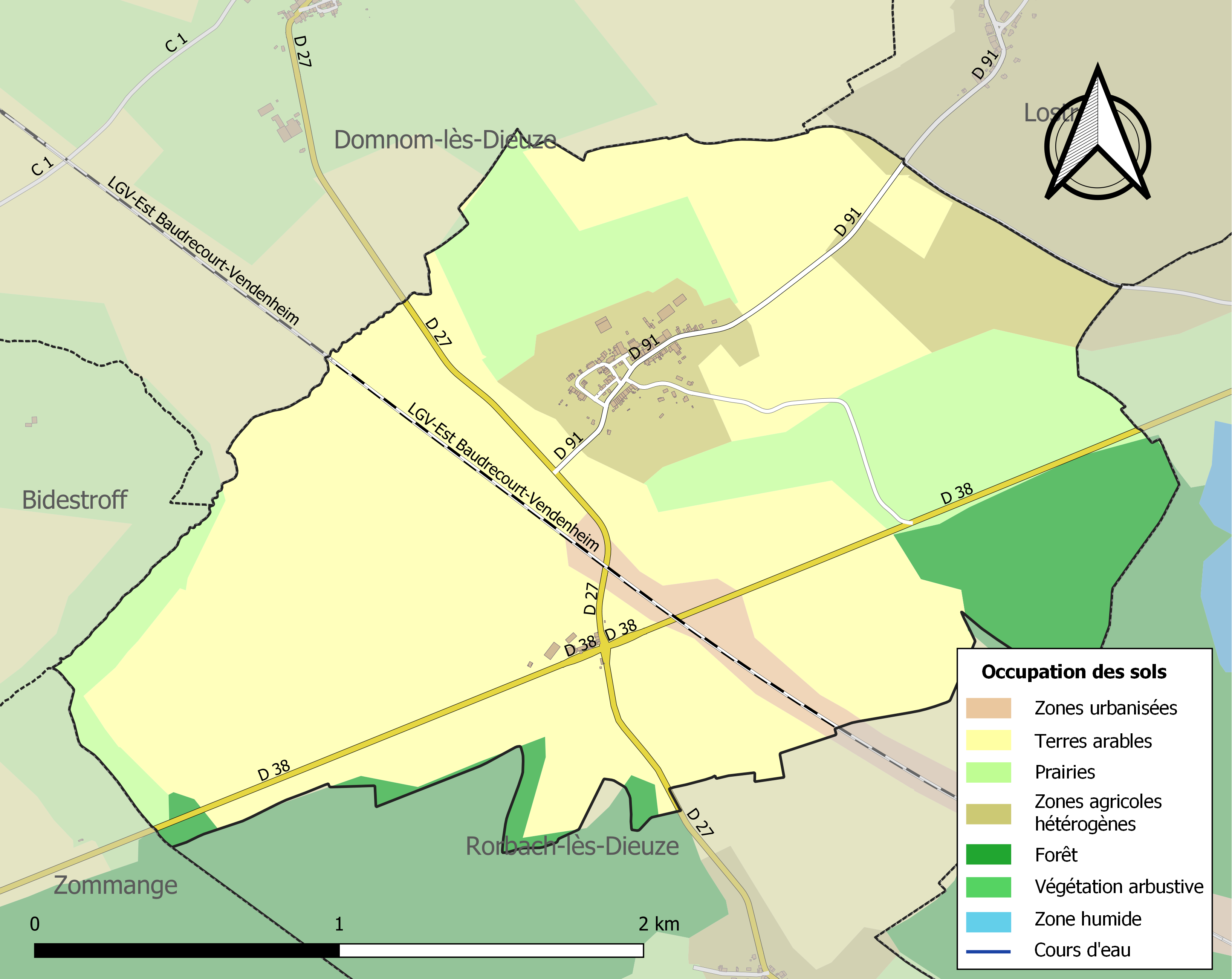
Carte des infrastructures et de l'occupation des sols de la commune en 2018 (CLC).

## Toponymie
- D'un nom de personne germanique, Goddo, suivi du suffixe -ingen[15].
- Cuttingas (765 et 792), Kuctinga (1328), Kuttanges (1476), Cuctanges (1481), Kuttingen (1525), Kuchtingen (1575), Kutting (1596), Kutingen (1600), Kittingen (1665)[16], Cutting (1793), Kutting (1801)[17], Kuttingen (1871-1918 et 1940-1944).
- Le patronyme Kuttinger était originaire du village, cité dans un papier des noms en 1525[16]. Et est l'équivalent du gentilé Cuttingeois.

## Histoire
- Mentionné Cuttingosvilla à l'époque gallo-romaine.
- Dépendait de l'ancienne abbaye de Wissembourg au VIIIe siècle.
- Fit partie de l'archiprêtré de Vergaville.

1287 – donation post-mortem par Simon de Cutting – Symon miles de Kutthinge – au commandeur et frères de la maison de l'Ordre teutonique de Sarrebourg de ses biens immobiliers et des hommes et femmes (nommés pour certains d'entre eux) qu'il possède à Cutting, Rorbach-lès-Dieuze, Angviller-lès-Bisping et Kerprich-lès-Dieuze. Certains biens proviennent de son frère Tancrède, en son vivant prêtre dans l'ordre, dont il jouit avec l'accord du commandeur et des frères.

## Politique et administration

### Liste des maires
| Période                                  | Période   | Identité          | Étiquette | Qualité |
| ---------------------------------------- | --------- | ----------------- | --------- | ------- |
| Les données manquantes sont à compléter. |           |                   |           |         |
| mars 1983                                | mars 2001 | Roland Petitjean  |           |         |
| mars 2001                                | mars 2014 | Charles Trompette | PS        |         |
| mars 2014                                | En cours  | Germain Imhoff    |           |         |

### Jumelages
La commune a signé un contrat de partenariat avec la commune de Puylaroque en Tarn-et-Garonne.

## Démographie
L'évolution du nombre d'habitants est connue à travers les recensements de la population effectués dans la commune depuis 1793. Pour les communes de moins de 10 000 habitants, une enquête de recensement portant sur toute la population est réalisée tous les cinq ans, les populations de référence des années intermédiaires étant quant à elles estimées par interpolation ou extrapolation. Pour la commune, le premier recensement exhaustif entrant dans le cadre du nouveau dispositif a été réalisé en 2005.

En 2022, la commune comptait 101 habitants, en évolution de −26,81 % par rapport à 2016 (Moselle : +0,52 %, France hors Mayotte : +2,11 %).
| 1793 | 1800 | 1806 | 1821 | 1831 | 1836 | 1841 | 1846 | 1851 |
| ---- | ---- | ---- | ---- | ---- | ---- | ---- | ---- | ---- |
| 361  | 394  | 404  | 403  | 458  | 492  | 474  | 439  | 445  |

| 1856 | 1861 | 1871 | 1875 | 1880 | 1885 | 1890 | 1895 | 1900 |
| ---- | ---- | ---- | ---- | ---- | ---- | ---- | ---- | ---- |
| 410  | 422  | 360  | 346  | 300  | 271  | 298  | 267  | 224  |

| 1905 | 1910 | 1921 | 1926 | 1931 | 1936 | 1946 | 1954 | 1962 |
| ---- | ---- | ---- | ---- | ---- | ---- | ---- | ---- | ---- |
| 218  | 207  | 185  | 200  | 190  | 169  | 162  | 159  | 171  |

| 1968 | 1975 | 1982 | 1990 | 1999 | 2005 | 2006 | 2010 | 2015 |
| ---- | ---- | ---- | ---- | ---- | ---- | ---- | ---- | ---- |
| 206  | 184  | 165  | 155  | 147  | 139  | 132  | 111  | 135  |

| 2020 | 2022 | - | - | - | - | - | - | - |
| ---- | ---- | - | - | - | - | - | - | - |
| 105  | 101  | - | - | - | - | - | - | - |

## Culture locale et patrimoine

### Lieux et monuments

#### Édifices civils
- Ancien canal des salines.
- Nécropole nationale de Cutting, Cimetière militaire 1914-1918.

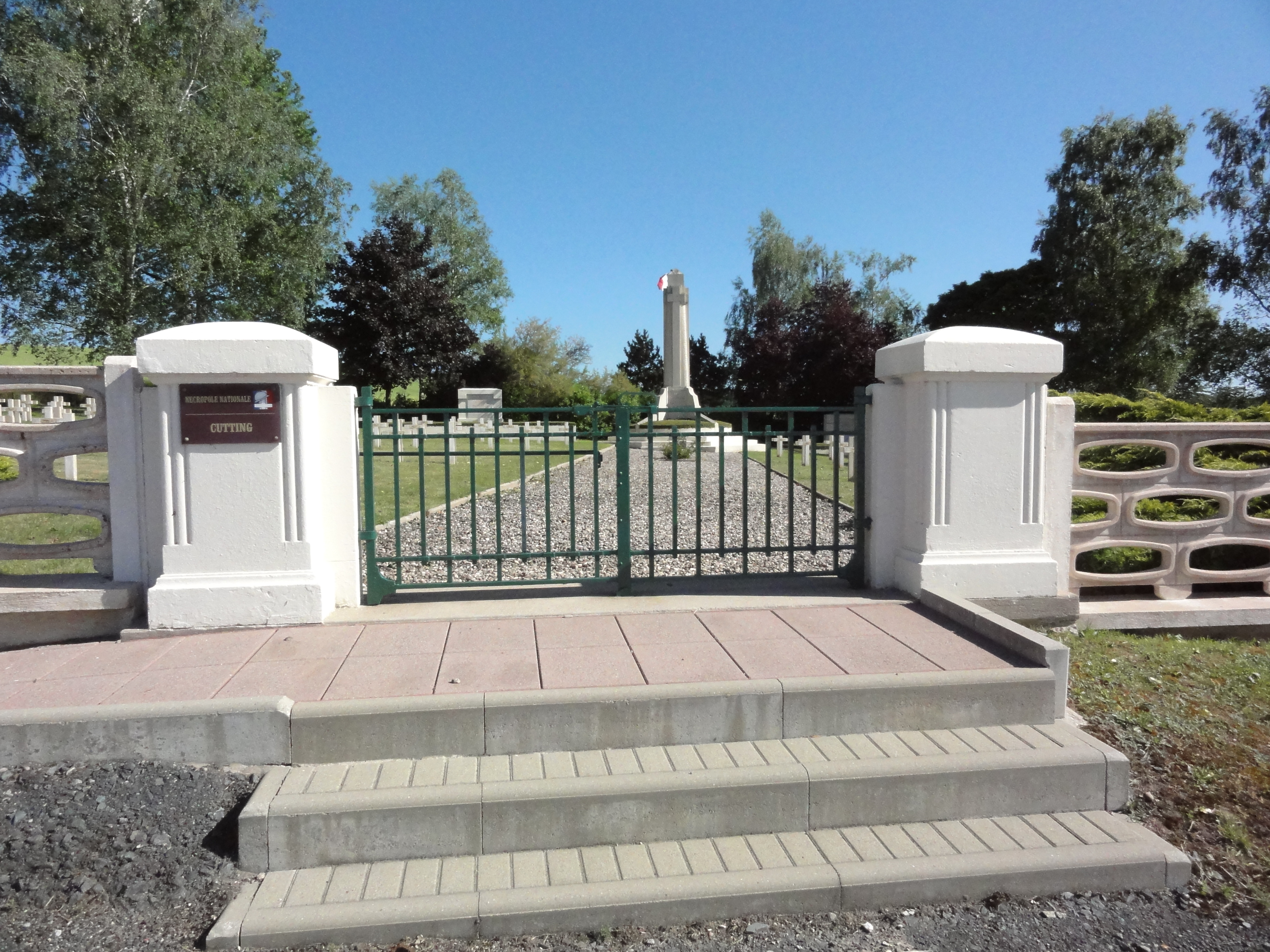
Entrée de la Nécropole nationale de Cutting.
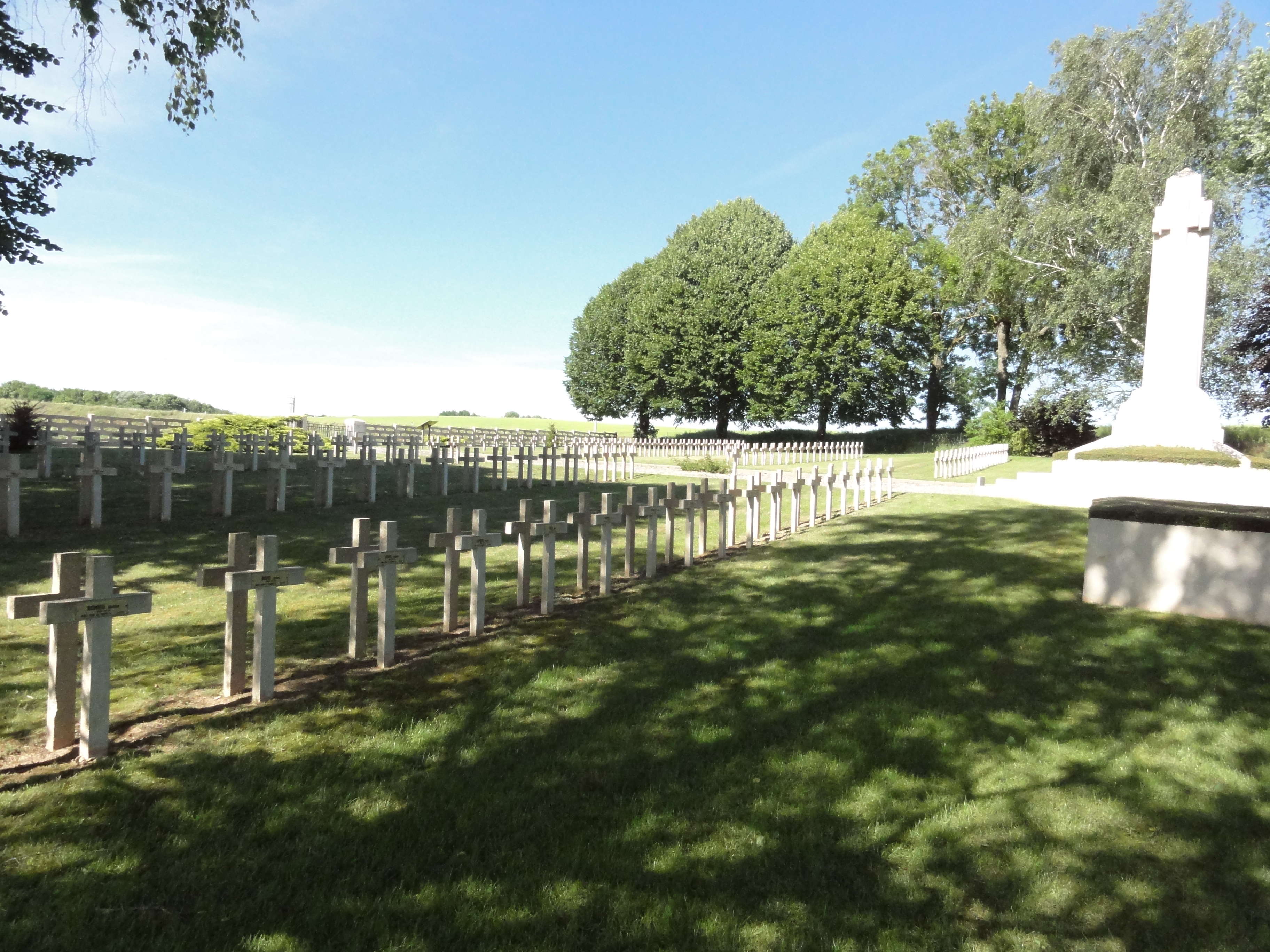
Nécropole nationale, vue d'ensemble.
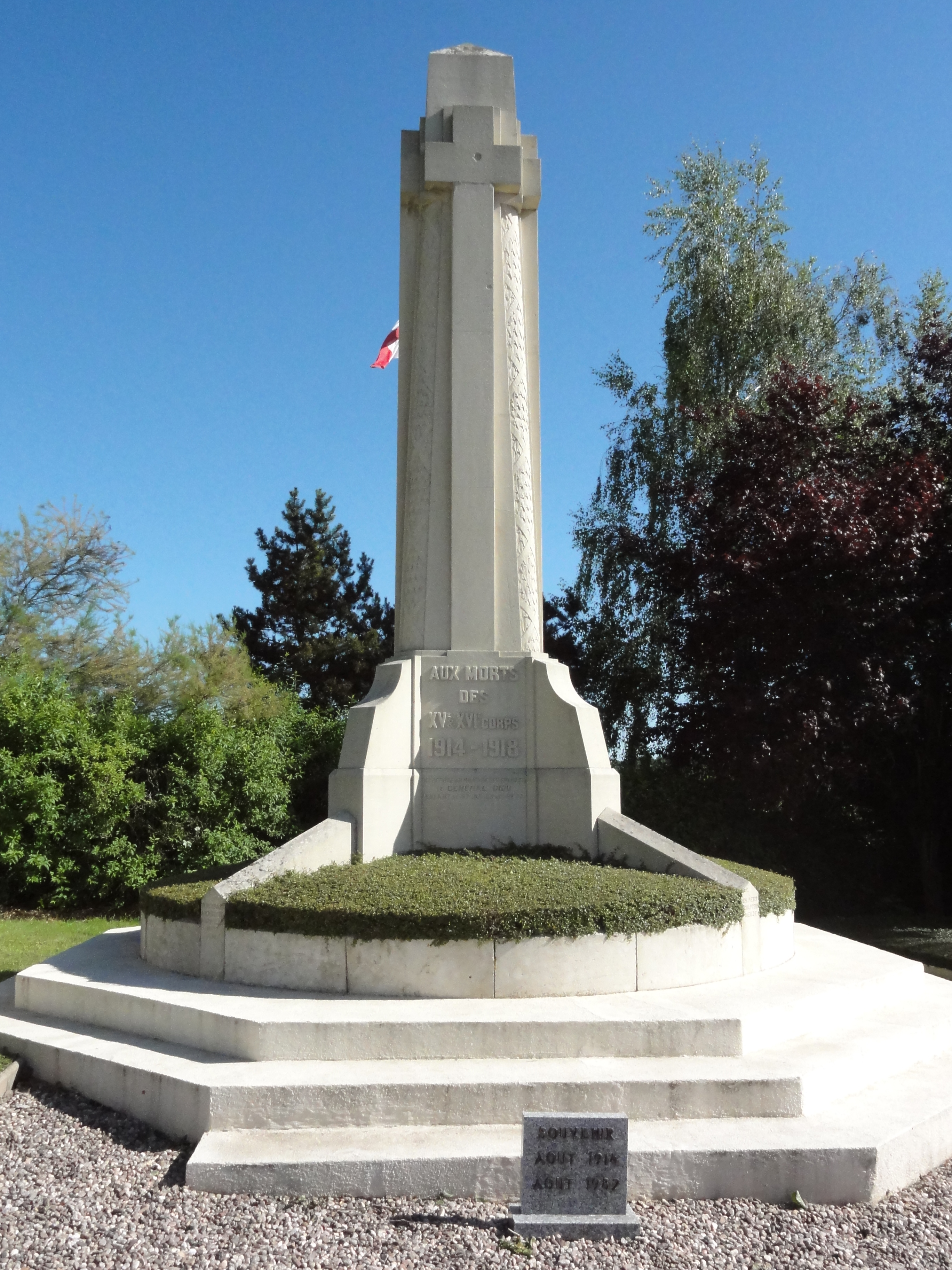
Nécropole nationale, le monument central.

#### Édifice religieux
- Église Saint-Martin 1730 : mobilier XVIIIe siècle.

### Personnalités liées à la commune

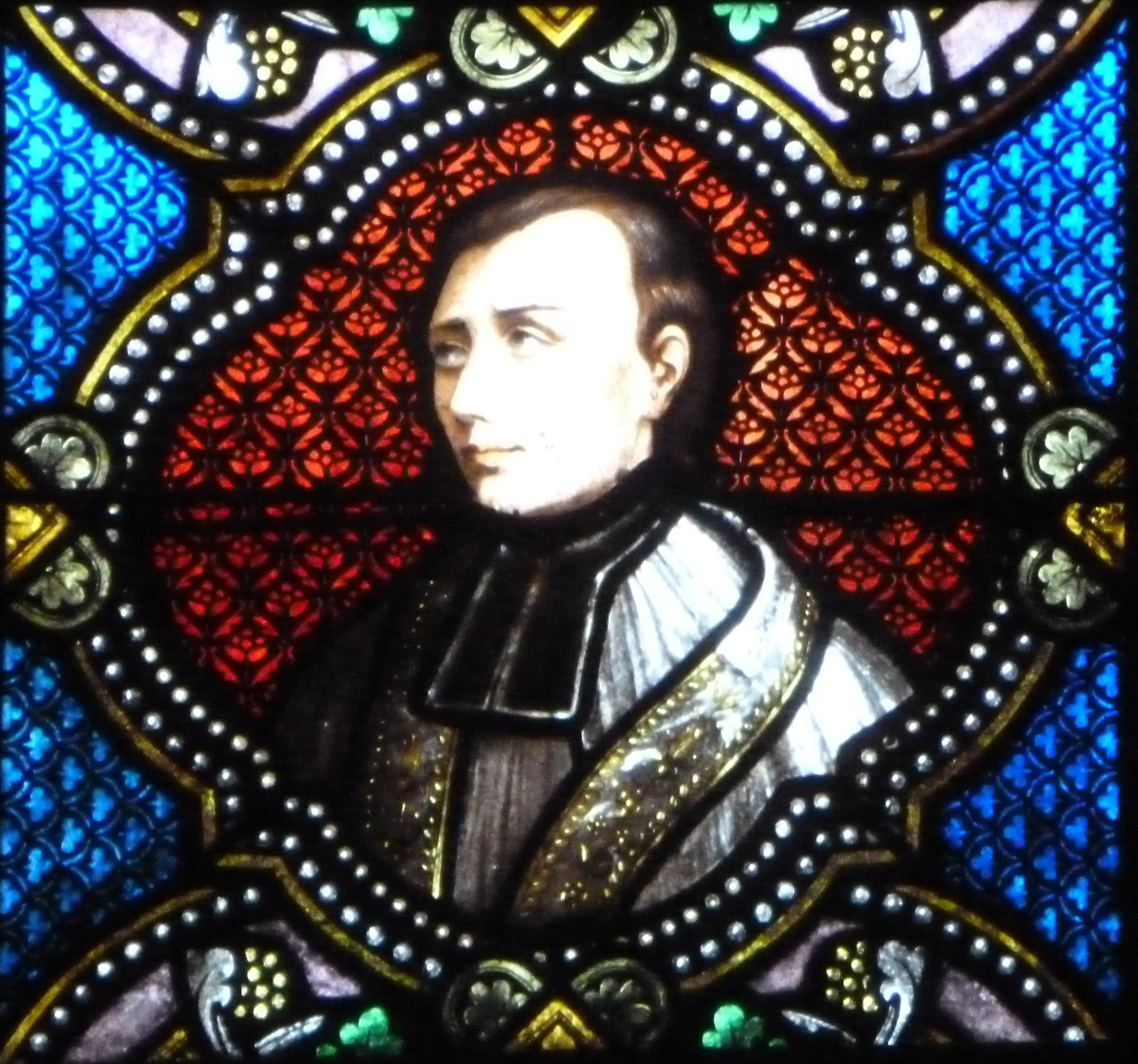
l'abbé Jean-Martin Moyë.

- Jean-Martin Moyë, prêtre catholique, fondateur des Sœurs de la Providence puis missionnaire, bienheureux catholique né à Cutting.

### Héraldique
| Blason de Cutting | Blason  | D'argent à la croix pattée et alésée de sable ; chapé de gueules chargé en chef de deux alérions d'argent. |
| Blason de Cutting | Détails | Le statut officiel du blason reste à déterminer.                                                           |

## Pour approfondir